# Гуго де Шалон (пфальцграф Бургундии)
Гуго де Шалон (фр. Hugues de Chalon; 1220 — 1266) — пфальцграф Бургундии (по праву жены) с 1248, сеньор Салена с 1263, сын Жана I Мудрого, графа Шалона, и Маргариты (Маго), дочери Гуго III, герцога Бургундии.

## Биография
В 1236 году отец, Жан I Мудрый женил его на Алисе Меранской, дочери графа Оттона II Меранского. После смерти в 1248 году графа Бургундии Оттона III графство Бургундия перешло к его сестре Алисе, жене Гуго. Правление Гуго было довольно беспокойным. С 1250 года у Гуго постоянно возникали конфликты с отцом, желавшим править Бургундией от имени своей невестки. В 1258 году восстало население Безансона против архиепископа Гильома. Восстание поддержали Жан и Гуго, в результате чего оно охватило все бургундское графство. В 1259 году восстание осудил папа Александр IV, призвавший вмешаться короля Франции Людовика IX и герцога Бургундии Гуго IV. Восстание прекратилось в 1260 году.
Гуго умер ещё при жизни отца в конце 1266 года. Жан Мудрый стал регентом графства Бургундия при малолетнем Оттоне IV (ум. 1303), но вскоре умер. Графство Бургундия до 1279 года находилось под управлением вдовы Гуго, Алисы Меранской, вышедшей в 1268 году вторично замуж — за Филиппа Савойского.

## Брак и дети
Жена: с ок. 1 ноября 1236 Алиса (Адель) I (ум. 1279), пфальцграфиня Бургундии с 1248, дочь Оттона II Меранского, пфальцграфа Бургундии и герцога Меранского. Дети:
- Оттон IV (до 1248 — 17/26 марта 1303), пфальцграф Бургундии с 1279
- Гуго (ум. после июня 1312), сеньор де Мобюссон, д'Аспремон, де Фразан и д'Оршамп
- Этьен (ум. 4 апреля 1299), каноник в Безансоне
- Рено (ум. 9 августа 1322), граф Монбельяра 1282—1322
- Генрих (ум. после 23 июня 1340)
- Алиса, монахиня в Фонтевро
- Жан (ум. ок. 1301/1303), сеньор де Монтегю, де Монронд, де Фонтенуа, де Шуа, де Шастеле, де Бюффар, де Шилье, де Лиель и де Фовернэ с 1293
- Елизавета (ум. 9 июля 1275); муж: с 27 января 1254 Гартман V (ум. 3 сентября 1263), граф фон Кибург
- Ипполита (ум. после 1288), дама де Сен-Валье; муж: с 4 декабря 1270 Эмар IV де Пуатье (ум. 10/19 октября 1329), граф де Валентинуа и де Диуа
- Гионна (ум. 24 июня 1316); муж: с мая 1274 Томас III Савойский (ок. 1252 — 16 мая 1282), граф Пьемонта
- Маргарита, монахиня в Фонтевро
- Агнес (ум. после 1266), дама де Сен-Обин; муж: с ок. 15 апреля 1259 Филипп II Вьеннский (ум. после 1279)
- (?) Жаклин (ум. после 1285), монахиня в Роморантине